# Bradley Whitford
Bradley Whitford (Madison, 10 ottobre 1959) è un attore statunitense.

## Biografia
Ultimo di cinque figli, Bradley Whitford ha frequentato la Madison East High School, dopo che la sua famiglia si è trasferita da Philadelphia a Madison, nel 1973.
Diplomatosi nel 1977, ha frequentato la facoltà di Inglese e Teatro presso la Wesleyan University. Successivamente, ha conseguito un master in Teatro presso il Juilliard Theater Center e ha cominciato a lavorare come attore a New York.

### Carriera
Whitford ha esordito nel 1985 in Dead As a Doorman, thriller a basso costo. Nel 1989, a Broadway è iniziato il sodalizio artistico con Aaron Sorkin (futuro creatore della serie West Wing - Tutti gli uomini del Presidente), in occasione della piece teatrale A Few Good Men, dove Whitford era protagonista, mentre Aaron Sorkin era sceneggiatore. Agli inizi degli anni novanta ha partecipato a diversi film per la televisione, tra cui C.A.T. Squad, diretto dal noto regista William Friedkin.
Nel 1994 ha preso parte a 4 episodi della prima stagione di NYPD - New York Police Department, diretto dal noto sceneggiatore Steven Bochco. Memorabile è stata inoltre la sua partecipazione, sempre nel 1994, a un episodio, vincitore di un Emmy Award, della prima stagione di E.R. - Medici in prima linea: Love's Labor Lost.
A partire dal 1999, Bradley Whitford ha raggiunto la notorietà interpretando il ruolo di Josh Lyman, vicecapo del personale della Casa Bianca, nella nota serie West Wing - Tutti gli uomini del Presidente, ideata dal celebre sceneggiatore Aaron Sorkin. Grazie a quel ruolo, Whitford ha vinto un Emmy Award nel 2001, ha ottenuto due nomination nelle edizioni successive (2002-2003) e tre nomination al Golden Globe (2001-2002-2003).
Inizialmente l'attore era stato inserito nel cast di West Wing - Tutti gli uomini del Presidente nel ruolo di Sam Seaborn, sebbene egli avesse sostenuto l'audizione per il ruolo di Josh; solo in seguito, Aaron Sorkin decise di riscrivere il ruolo di Josh Lyman perché fosse interpretato da Whitford. 
Pochi mesi dopo la conclusione di West Wing, tuttavia, Whitford ha cominciato a lavorare alla nuova serie ideata da Aaron Sorkin: Studio 60 on the Sunset Strip, dove ha interpretato il ruolo di Danny Tripp, al fianco di Matthew Perry. Sono stati trasmessi ventidue episodi di Studio 60 on the Sunset Strip, che non è stato tuttavia rinnovato per una seconda stagione.
Ha interpretato una scena chiave nell'ultima puntata della terza serie The Mentalist impersonando un uomo che afferma di essere la nota nemesi del protagonista, John il Rosso.

### Vita privata
Il 15 agosto 1992 Whitford ha sposato l'attrice Jane Kaczmarek. La coppia viveva a San Marino, in California e hanno avuto tre figli: Frances (1997), George (1999) e Mary Louisa (2002). La coppia si è separata nel 2009 per poi divorziare l'anno dopo.
Politicamente, Whitford esprime posizioni liberal. Sia lui sia la sua ex moglie sono molto impegnati nel campo della beneficenza e sono fondatori della The Clothes Off Our Back, fondazione che mette all'asta abbigliamento di personaggi famosi, allo scopo di raccogliere fondi a favore dei bambini.
Dal 2015 è legato all'attrice Amy Landecker, che ha poi sposato nel 2019.

## Filmografia

### Cinema
- Dead as a Doorman, regia di Gary Youngman (1986)
- Tutto quella notte (Adventures in Babysitting), regia di Chris Columbus (1987)
- La rivincita dei nerds II (Revenge of the Nerds II - Nerds in Paradise), regia di Joe Roth (1987)
- Presunto innocente (Presumed Innocent), regia di Alan Pakula (1990)
- Young Guns II - La leggenda di Billy the Kid (Young Guns II), regia di Geoff Murphy (1990)
- Risvegli (Awakenings), regia di Penny Marshall (1990)
- Vital signs: un anno, una vita (Vital Signs), regia di Marisa Silver (1990)
- Scent of a Woman - Profumo di donna (Scent of a Woman), regia di Martin Brest (1992)
- Robocop 3, regia di Fred Dekker (1993)
- My Life - Questa mia vita (My Life), regia di Bruce Joel Rubin (1993)
- Un mondo perfetto (A Perfect World), regia di Clint Eastwood (1993)
- Philadelphia, regia di Jonathan Demme (1993)
- Il cliente (The Client), regia di Joel Schumacher (1994)
- Billy Madison, regia di Tamra Davis (1995)
- Fuga dalla Casa Bianca (My Fellow Americans), regia di Peter Segal (1996)
- L'angolo rosso - Colpevole fino a prova contraria (Red Corner), regia di Jon Avnet (1997)
- Masterminds - La guerra dei geni (Masterminds), regia di Roger Christian (1997)
- La dea del successo (The Muse), regia di Albert Brooks (1999)
- L'uomo bicentenario (Bicentennial Man), regia di Chris Columbus (1999)
- Kate & Leopold, regia di James Mangold (2001)
- 4 amiche e un paio di jeans (The Sisterhood of the Traveling Pants), regia di Ken Kwapis (2005)
- Innamorarsi a Manhattan (Little Manhattan), regia di Mark Levin (2005)
- An American Crime, regia di Tommy O'Haver (2007)
- Bottle Shock, regia di Randall Miller (2008)
- Quella casa nel bosco (The Cabin in the Woods), regia di Drew Goddard (2012)
- Saving Mr. Banks, regia di John Lee Hancock (2013)
- Savannah, regia di Annette Haywood-Carter (2013)
- CBGB, regia di Randall Miller (2013)
- Annie Parker (Decoding Annie Parker), regia di Steven Bernstein (2013)
- Other People, regia di Chris Kelly (2016)
- Scappa - Get Out (Get Out), regia di Jordan Peele (2017)
- Lo stato della mente (Three Christs), regia di Jon Avnet (2017)
- The Post, regia di Steven Spielberg (2017)
- Sergente Rex (Megan Leavey), regia di Gabriela Cowperthwaite (2017)
- Unicorn Store, regia di Brie Larson (2017)
- Darkest Minds (The Darkest Minds), regia di Jennifer Yuh Nelson (2018)
- Destroyer, regia di Karyn Kusama (2018)
- Godzilla II - King of the Monsters (Godzilla: King of the Monsters), regia di Michael Dougherty (2019)
- Il richiamo della foresta (The Call of the Wild), regia di Chris Sanders (2020)
- Era mio figlio (The Last Full Measure), regia di Todd Robinson (2020)
- Sergio, regia di Greg Barker (2020)
- Songbird, regia di Adam Mason (2020)
- Tick, Tick... Boom!, regia di Lin-Manuel Miranda (2021)
- Rosaline, regia di Karen Maine (2022)
- Sono subito da te (I'll Be Right There), regia di Brendan Walsh (2023)

### Televisione
- C.A.T. Squad, regia di William Friedkin – film TV (1986)
- Un salto nel buio (Tales from the Darkside) – serie TV, episodio 4x12 (1988)
- X-Files (The X-Files) – serie TV, episodio 2x09 (1994)
- E.R. - Medici in prima linea (E.R.) – serie TV, 2 episodi (1995)
- Il gemello perfetto (Cloned), regia di Douglas Barr – film TV (1997)
- La vita segreta degli uomini (The Secret Lives of Men) – serie TV, 13 episodi (1998)
- West Wing - Tutti gli uomini del Presidente (The West Wing) – serie TV, 154 episodi (1999-2006)
- Studio 60 on the Sunset Strip – serie TV, 22 episodi (2006-2007)
- Detective Monk (Monk) – serie TV, episodio 7x11 (2008)
- The Mentalist – serie TV, 2 episodi (2010)
- La strana coppia (The Good Guys) – serie TV, 20 episodi (2010)
- Law & Order: LA – serie TV, 1 episodio (2011)
- Parks and Recreation – serie TV, 1 episodio (2012)
- Tre mogli per un papà (Trophy Wife) – serie TV, 22 episodi (2013-2014)
- Shameless – serie TV, 2 episodi (2013)
- Law & Order - Unità vittime speciali (Law & Order: Special Victims Unit) – serie TV, episodi 15x22-24x15 (2014-2023)
- Transparent – serie TV, 7 episodi (2014-2015)
- Brooklyn Nine-Nine – serie TV, 4 episodi (2015-2020)
- All the Way – film TV, regia di Jay Roach (2016)
- Chicago Justice – serie TV, episodio 1x01 (2017)
- The Handmaid's Tale – serie TV, 27 episodi (2018-2025)
- Echo 3, serie TV, 3 episodi (2022)
- The Madness, serie TV, 2 episodi (2024)

#### Cortometraggi
- Agente Carter (Agent Carter), regia di Louis D'Esposito (2013)

### Doppiatore
- Rapunzel - La serie (Tangled: The Series) – serie animata, 3 episodi (2017-2019)
- Jurassic World - Nuove avventure (Jurassic World: Camp Cretaceous) – serie animata, 5 episodi (2021)
- What If...? – serie animata, 1 episodio (2021)

## Doppiatori italiani
Nelle versioni in italiano delle opere in cui ha recitato, Bradley Withford, è stato doppiato da:
- Marco Mete in Robocop 3, Quella casa nel bosco, Shameless, Saving Mr. Banks, Tre mogli per un papà, Law & Order - Unità vittime speciali, CBGB, All The Way, Scappa - Get Out, Chicago Justice, Il richiamo della foresta, Era mio figlio, Songbird, Tick, Tick... Boom!, Rosaline
- Vittorio De Angelis in Presunto innocente, Il cliente, La dea del successo, Innamorarsi a Manhattan
- Stefano Mondini in West Wing - Tutti gli uomini del Presidente, Mom, Agente Carter, Brooklyn Nine-Nine (ep. 7x10)
- Sandro Acerbo in Studio 60 on the Sunset Strip, Il gemello perfetto
- Mino Caprio in Young Guns II, La vita segreta degli uomini
- Antonio Sanna in Philadelphia, Masterminds
- Roberto Chevalier in Un mondo perfetto, Sergio
- Massimiliano Lotti in Happyish, The Handmaid's Tale
- Massimo Rinaldi in Scent of a Woman - Profumo di donna
- Francesco Caruso Cardelli in Tutto quella notte
- Emilio Bonucci in Billy Madison
- Paolo Maria Scalondro in X-Files
- Luca Sandri in Fuga dalla Casa Bianca
- Christian Iansante in E.R. - Medici in prima linea
- Stefano Benassi in My Life - Questa mia vita
- Loris Loddi in L'angolo rosso - Colpevole fino a prova contraria
- Roberto Gammino in L'uomo bicentenario
- Teo Bellia in Kate & Leopold[1]
- Lucio Saccone in Detective Monk
- Massimo De Ambrosis in The Mentalist
- Mario Cordova in In Plain Sight - Protezione testimoni
- Pasquale Anselmo in La strana coppia
- Gerolamo Alchieri in Parks and Recreation
- Saverio Indrio in Law & Order: LA
- Dario Oppido in Annie Parker
- Sergio Di Giulio in Brooklyn Nine-Nine (ep. 2x18, 3x14)
- Alberto Caneva in Brooklyn Nine-Nine (ep. 5x07)
- Sergio Luzi in Better Things
- Gianni Giuliano in The Post
- Donato Sbodio in Sergente Rex
- Sergio Lucchetti in Unicorn Store
- Carlo Cosolo in Godzilla II - King of the Monsters
- Carlo Valli ne Lo stato della mente
- Ambrogio Colombo in Other People
- Domenico Strati in The Madness

Da doppiatore è sostituito da:
- Alberto Bognanni in Rapunzel - La serie
- Federico Viola in Jurassic World - Nuove avventure
- Antonio Palumbo in What If...?